# كأس كاتالونيا 2016–17
كأس كاتالونيا 2016–17 (بالإسبانية: Copa Cataluña de fútbol 2016-17)‏ هو موسم من كأس كاتالونيا. كان عدد الأندية المشاركة فيه 30، وفاز فيه خيمناستيك طركونة.